# Shah Berunai
El sultán Shah Brunei fue el octavo sultán de Brunéi. 
Ascendió al trono en 1581. Murió en 1582 sin descendientes varones y fue sucedido por su hermano Pengiran Muda Tengah Muhammad Hassan.
Durante su reinado se dedicó a la producción de cañones para el armamento. En esa época, Brunéi se preparaba para defenderse de cualquier ataque eventual del ejército español, que tenía su sede en Manila.